# MTV Apresenta: Matanza
MTV Apresenta: Matanza é o primeiro e único álbum ao vivo e em vídeo da banda de rock brasileira Matanza, gravado em 15 de dezembro de 2007 no Hangar 110, São Paulo, e lançado em CD e DVD em 2008 pela Deckdisc.

## Lista de faixas
1. Intro
2. Meio Psicopata
3. Interceptor V-6
4. Ressaca Sem Fim
5. Mesa de Saloon
6. O Chamado do Bar
7. Maldito Hippie Sujo
8. O Último Bar
9. Tempo Ruim
10. E Tudo Vai Ficar Pior
11. Pé na Porta, Soco na Cara
12. Santa Madre Cassino
13. Matarei
14. Clube dos Canalhas
15. Imbecil
16. Todo Ódio da Vingança de Jack Buffalo Head
17. Eu Não Gosto de Ninguém
18. Rio de Whisky/Quando Bebe Desse Jeito/Bebe, Arrota e Peida
19. Bom é Quando Faz Mal
20. A Arte do Insulto
21. As Melhores Putas do Alabama
22. Ela Roubou Meu Caminhão
23. Whisky para um Condenado/Eu Não Bebo Mais
24. Estamos Todos Bêbados/Interceptor V-6